# Larousse mensuel illustré
Revue universelle (1901-1905)
Le Larousse Mensuel Illustré a été conçu, par son éditeur Larousse, comme une encyclopédie sous forme de revue mensuelle de 1907 à 1957.

## Historique
Les articles sont illustrés et accompagnés par des photographies, gravures, cartes, plans, etc. et font référence directe à l'actualité (guerre, artistes, acteurs...).
Pour faciliter la recherche, les articles sont classés par ordre alphabétique ; de plus, il existe des tables d'indexation.
Débuté en mars 1907 sous la direction de Claude Augé (de 1907 à 1924) et reconduit par son fils, Paul Augé (de 1924 à 1951), cet ouvrage a été défini comme une « revue encyclopédique universelle ».
Il est paru sous forme mensuelle jusqu'au no 520 en décembre 1957 (dans sa 51e année) en format 31x24 cm et garni de 24 pages.
Pendant la période mai 1940-janvier 1948, entre les nos 399 et 401, sa publication fut suspendue.
La reliure officielle comporte 14 volumes.

## Numéros particuliers
Sous le titre La Seconde Guerre mondiale : numéro spécial du Larousse mensuel de 1939 à 1947 », le no 400 est paru beaucoup plus tard, en 1951.
Pendant la guerre 14-18, chaque numéro était accompagné par un supplément de 4 pages, dit « bulletin de guerre ».